# Princezna Viktorie
Princezna Viktorie je kniha Thomase Breziny. V českém překladu byla vydána v roce 2009 nakladatelstvím Fragment. Původní německý originál nese název Pia Princess, do češtiny text přeložila Michaela Škultéty. Doporučený věk, pro který je kniha určena, je od 13 let. 

## Děj
Kniha pojednává o dívce Viktorii, která bydlí v Německu. O prázdninách ji rodiče poslali do Anglie, aby se tam pocvičila v anglickém jazyku. Bydlet měla u bohaté rodiny Cooperových. Jejich dcera Clarie je o rok starší než Viktorie. Snaží se k ní sice chovat hezky, ale moc jí to nejde. Nesnáší ji. Ne proto, že by byla Viktorie nějaká hloupá, ale pan a paní Cooperovi ji pořád chválili, a tak ji to Clarie jednoduše záviděla. Viktorii se v Anglii ze začátku vůbec nelíbí. Všechno je takové jiné. Jednou potká nějakého kluka – kadeřníka a ten ji úplně zadarmo udělal nějaký účes. Prý si ji potřeboval vyfotit do nějakého katalogu.Viktorie se s ním spřátelí. V domě Cooperových je velká knihovna. Viktorie tam jednou zašla, aby si našla něco ke čtení. Objevila nějaký starý deník jedné princezny, která v tom domě kdysi žila. Začne si ho pročítat. Zaujalo ji, jaký život mohou mít princezny. Ke Cooperovým jednou přišel na návštěvu princ a Viktorie se s ním seznámila. Oba zajímají zvířata, takže si měli, o čem povídat. Pak ji princ pozval na nějaký koncert. Viktorie chtěla odmítnout, protože zpěváka nezná, ale pak si vzpomněla, že by tím docela dobře mohla naštvat Clarie, tak šla. V knize se nepíše jen o Viktorii, je proložena i několika kapitolami, kde se nějaký špatný člověk snaží dostat k Viktorii a zabít ji. Viktorie na jeden večer zůstala sama v tom velkém domě. Ten zlý měl tedy prostor ke svému hroznému činu. Zavřel Viktorii za police s knihami, takže tam neměla vzduch (a málem se udusila). Ještě, že do domu přišel syn Cooperových, Nathan a Viktorii zachránil. Přišlo se na to, že ji chtěl zabít onen kadeřník. Jeho sestra totiž umřela a on od té doby zabíjí všechny holky, co ji jsou alespoň trochu podobné.